# Theo Paphitis
Theodoros "Theo" Paphitis ( Grieks: Θεόδωρος Παφίτης;  Limasol (Cyprus), 24 september 1959) is een Brits-Grieks-Cypriotische ondernemer. Hij is vooral bekend van zijn deelname aan het BBC-programma Dragons' Den en als voormalig voorzitter van de Millwall Football Club. 
Paphitis heeft zijn vermogen grotendeels verdiend in de detailhandel. In 2006 verkocht hij zijn aandelen in het lingeriemerk La Senza voor £ 100 miljoen. Hij werd eigenaar van de Britse kantoorartikelenhandel Ryman, de specialist in huishoudartikelen Robert Dyas en de lingeriewinkel Boux Avenue. Volgens The Sunday Times Rich List van 2019 was Paphitis toen £ 301 miljoen waard.
In mei 2018 benoemde de Solent University in Southampton Paphitis tot chancellor (bestuursvoorzitter) voor een termijn van minimaal drie jaar. Hij werd op 11 oktober 2018 geïnstalleerd.

## Vroege leven
Paphitis werd geboren in 1959 in Limasol op Cyprus. Hij heeft twee broers en twee halfbroers. Paphitis was zes jaar toen de familie naar het Verenigd Koninkrijk kwam. Ze bewoonden een rijtjeshuis in Gorton, Greater Manchester, waar hij naar de Peacock Street junior school ging. Na drie jaar verhuisden ze naar Londen. Hij ging naar Ambler Primary School in Islington en Woodberry Down Comprehensive School in Manor House. Paphitis  worstelde met dyslexie, maar vertoonde al vroeg ondernemerstalent door op vijftienjarige leeftijd het snoepwinkeltje van de school te beheren. 

## Carrière

### Bedrijf
Paphitis klom in zijn eerste banen snel op. Hij begon als 'theejongen' en assistent bij een verzekeringsmakelaar in de City of London en werd op achttienjarige leeftijd verkoopassistent in een horlogewinkel in Bond Street. Toen hij 21 was verkocht hij commerciële hypotheken voor Legal & General, waar hij ervaring opdeed in het lezen en interpreteren van de balansen van andere bedrijven. Op 23-jarige leeftijd was hij medeoprichter van een vastgoedfinancieringsmaatschappij. Hij verdiende zijn eerste geld aan de opkomst van de commerciële vastgoedmarkten in de jaren tachtig. Hij zag de opkomst van mobiele telefoons en kocht zich in bij NAG Telecom, waarvan hij voorzitter werd. Paphitis verwierf een groot marktaandeel voor NAG door te onderhandelen met de Ryman-kantoorboekhandels over productplaatsing. Toen Ryman failliet ging, kocht Paphitis het bedrijf en bracht een succesvolle doorstart tot stand.
In 2006 verkocht hij zijn aandelenbelang in het Britse en EU-segment van het wereldwijde lingeriemerk La Senza voor £ 100 miljoen aan de investeringsmaatschappij Lion Capital LLP. In 2008 was Paphitis een van de vele belanghebbenden bij het bieden op de kwakkelende winkelketen Woolworths, maar hij trok zich terug omdat de beheerders onrealistische cijfers hadden voorgespiegeld.
In maart 2011 richtte Paphitis een lingerieketen op, Boux Avenue, die eind 2018 was uitgegroeid tot 30 winkels in het Verenigd Koninkrijk, plus een aantal in het buitenland. In juli 2012 kocht hij de hardwarehandel Robert Dyas. In oktober 2016 verwierf Paphitis het London Graphic Centre in Covent Garden, een gespecialiseerde handelaar in kunst en kantoorartikelen. 

### Voetbal
Als voorzitter vanaf 1997 haalde Paphitis de voetbalclub Millwall uit het financiële toezicht en benoemde Dennis Wise tot manager. Deze bracht de club uit Southwark naar de FA Cup-finale van 2004 en daardoor naar Europees voetbal. Na bijna acht jaar nam Paphitis in 2005 afscheid als voorzitter.
Hij is directeur en mede-eigenaar van Isthmian League-team Walton & Hersham. Paphitis' andere bedrijven werden sponsor van de League's competities met Robert Dyas als sponsor van bekertoernooien. Boux Avenue werd naamsponsor van de Boux Avenue Women's Cup.
Paphitis staat bekend om zijn inspanningen om hooliganisme in het voetbal te verminderen.

### Televisie
Terwijl hij voorzitter was bij Millwall FC verscheen Paphitis in het vierde seizoen van de BBC-televisieserie  Back to the Floor. Daarna was hij van 2005 tot 2012 een van de "dragons" in de BBC Two-serie Dragons' Den, waarin gevestigde ondernemers investeren in veelbelovende start-ups. Paphitis stond bekend als een doortastende maar benaderbare en oprechte 'dragon', die veel investeringen in de show heeft gedaan. In 2019 en 2021 keerde Paphitis enkele malen terug naar Dragons' Den als invaller.  
In 2010 had Paphitis een driedelige televisieserie op BBC Two, Theo's Adventure Capitalists. De serie volgde Britse bedrijven die op zoek waren naar nieuwe markten in Brazilië, India en Vietnam. 
In 2011 presenteerde Paphitis de zevendelige BBC Two-serie Britain's Next Big Thing. De serie onderzocht de verhalen van kunstenaars, wetenschappers, fabrikanten en merkeigenaren die hun producten en diensten willen verkopen aan Britse detailhandelaars, waaronder Boots en Liberty. Later was hij te zien in het BBC-programma Question Time en ITV's The Agenda. In maart 2014 verscheen hij in Famous, Rich and Hungry, een tweedelige BBC-documentairereeks die tot doel had het bewustzijn over Britse mensen die in armoede leven te vergroten en geld in te zamelen voor een goed doel, Sport Relief.

## Privéleven
Paphitis woont met zijn vrouw Debbie in Weybridge, Surrey. Ze hebben twee zonen en drie dochters, waaronder een tweeling, en vier kleinkinderen.
Paphitis zei eens: "Er zijn drie redenen om zaken te doen: geld verdienen, plezier hebben en geld verdienen." Hij schrijft zijn succes toe aan zijn gezond verstand en zijn favoriete motto is "KISS: keep it simple, stupid". 
Paphitis is bekritiseerd vanwege enkele uitspraken over vrouwen. In 2008 citeerde The Guardian zijn opmerking dat "hun hersenen veranderen in pap" na de zwangerschap.
Paphitis stemde in 2016 bij het referendum in het Verenigd Koninkrijk over het lidmaatschap van de Europese Unie voor brexit en beschreef de EU als een "mislukt experiment". In oktober 2019 zei hij in Question Time (BBC) dat hij van gedachten was veranderd en voorstander was van een tweede brexit-referendum (dat er niet kwam).